# Daphnopsis witsbergeri
Daphnopsis witsbergeri är en tibastväxtart som beskrevs av L.I. Nevling, Matekaitis och K. Barringer. Daphnopsis witsbergeri ingår i släktet Daphnopsis och familjen tibastväxter. Inga underarter finns listade i Catalogue of Life.